# Otto Raschdorff

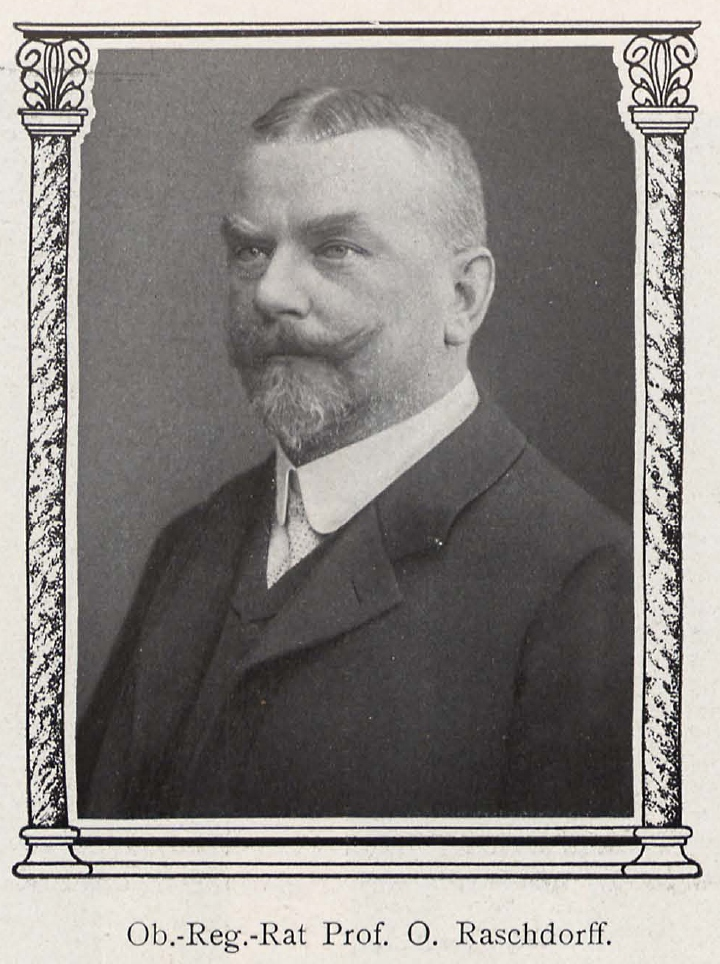
Otto Raschdorff, 1905

Otto Raschdorff (geboren 23. März 1854 in Rheine; gestorben 14. Oktober 1915 in Berlin nach anderer Quelle 13. September) war ein deutscher Architekt und Hochschullehrer.

## Leben

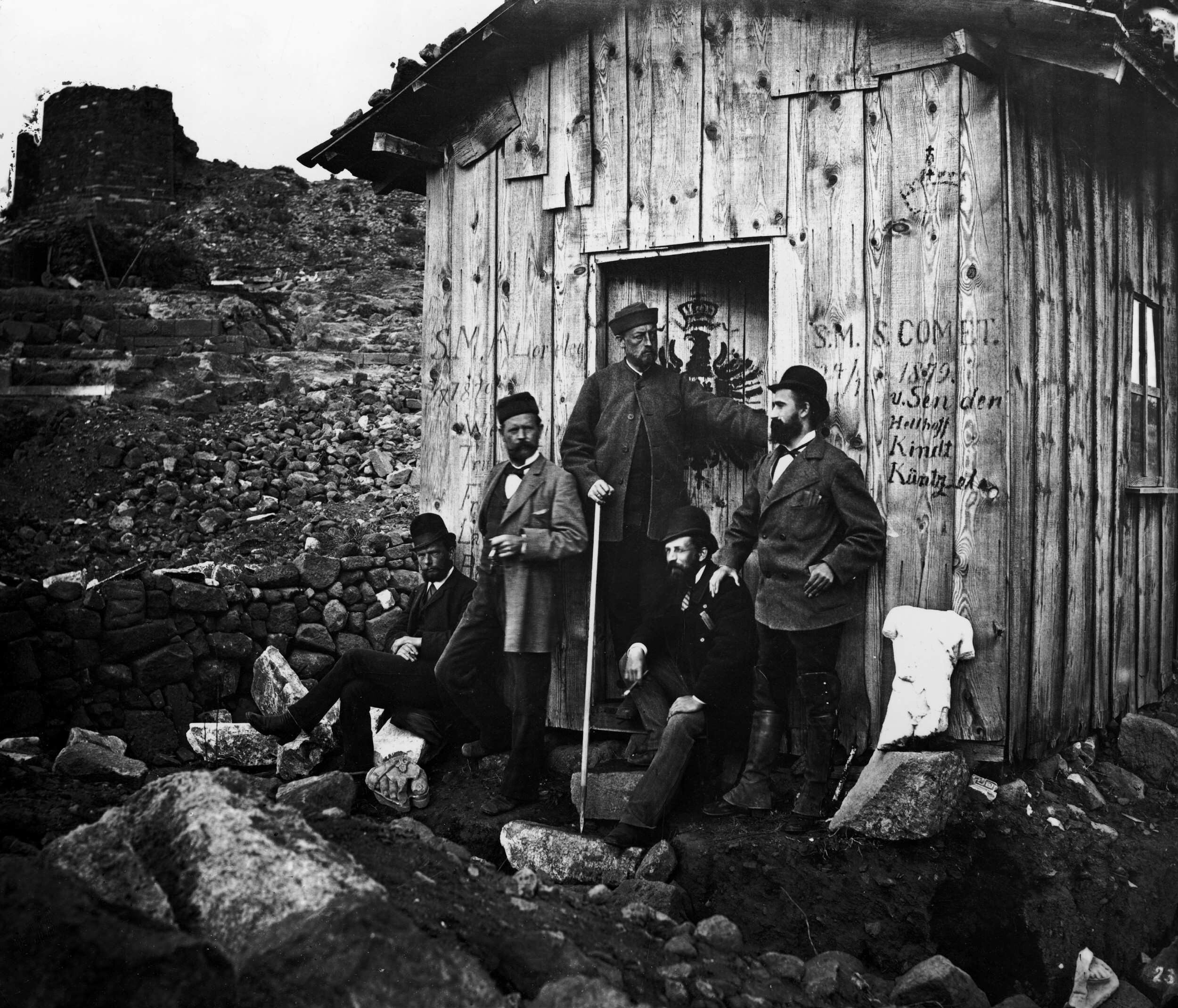
Pergamon 1879 (v. l.): Otto Raschdorff, Carl Humann, Alexander Conze, Hermann Stiller und Richard Bohn vor der Grabungshütte auf dem Burgberg;
Staatliche Museen zu Berlin

Raschdorff war ein Sohn und Mitarbeiter von Julius Carl Raschdorff, den er nur um ein Jahr überlebte. Gemeinsam arbeiteten sie beispielsweise am Berliner Dom.
Otto Raschdorff lehrte seit 1888 als Dozent und seit 1892 als Professor an der Technischen Hochschule Charlottenburg. Außerdem trug er seit spätestens 1905 den Titel Oberregierungsrat und war auch Geheimer Regierungsrat.

## Werk

### Bauten und Entwürfe
1884 wurde sein Wettbewerbsentwurf für die Bebauung der Berliner Museumsinsel mit einem 4. Preis neben dem seines Vaters ausgezeichnet.
Otto Raschdorff entwarf den Prospekt der großen Orgel und die Kanzel im Berliner Dom. Auch an der Innenausstattung der Anglikanischen Kirche in Berlin war Otto Raschdorff beteiligt.
Von ihm stammte auch der Entwurf des Bismarckturms bei Osterwieck, den er ohne Honorar zur Verfügung stellte.

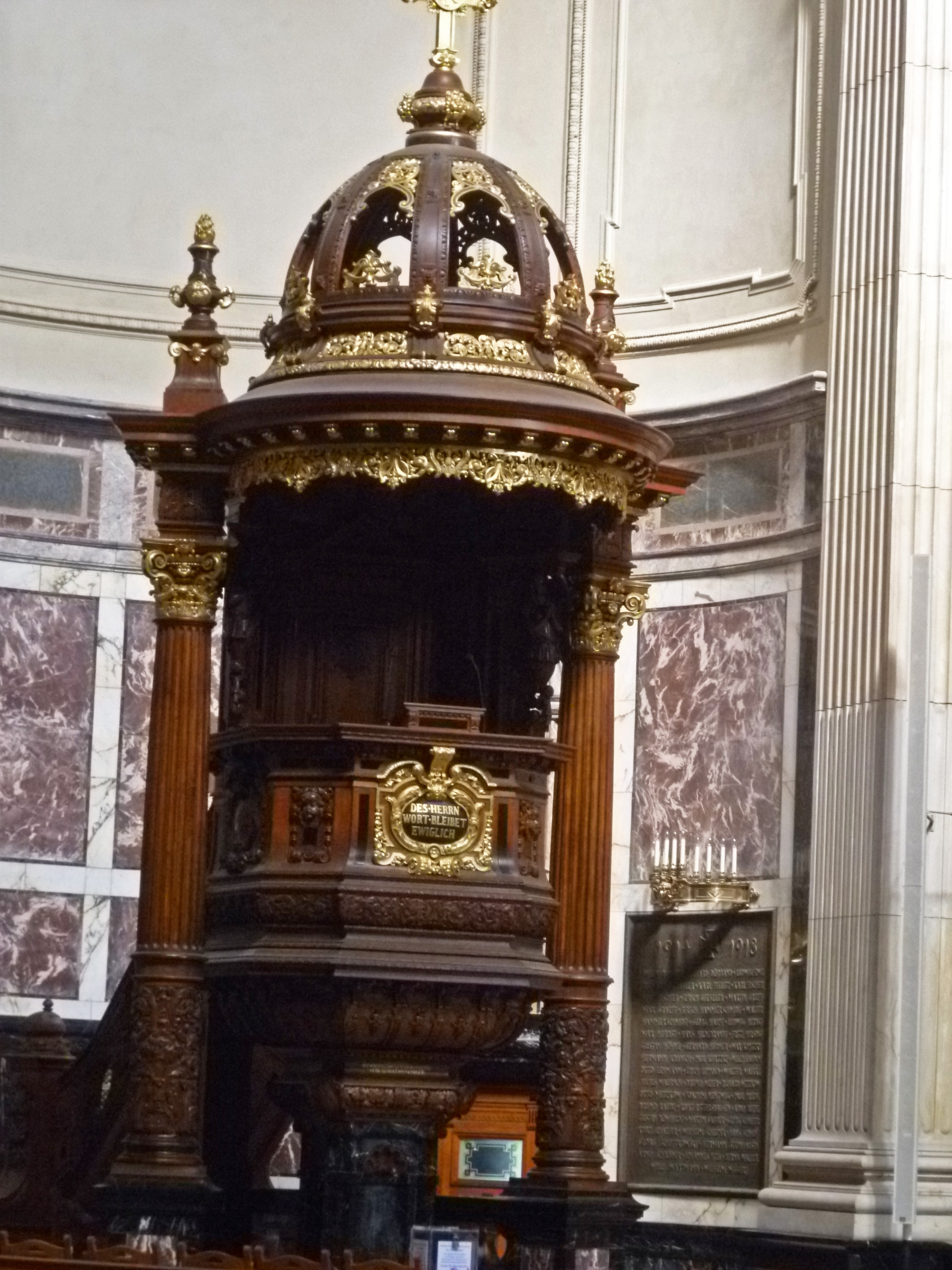
Kanzel im Berliner Dom
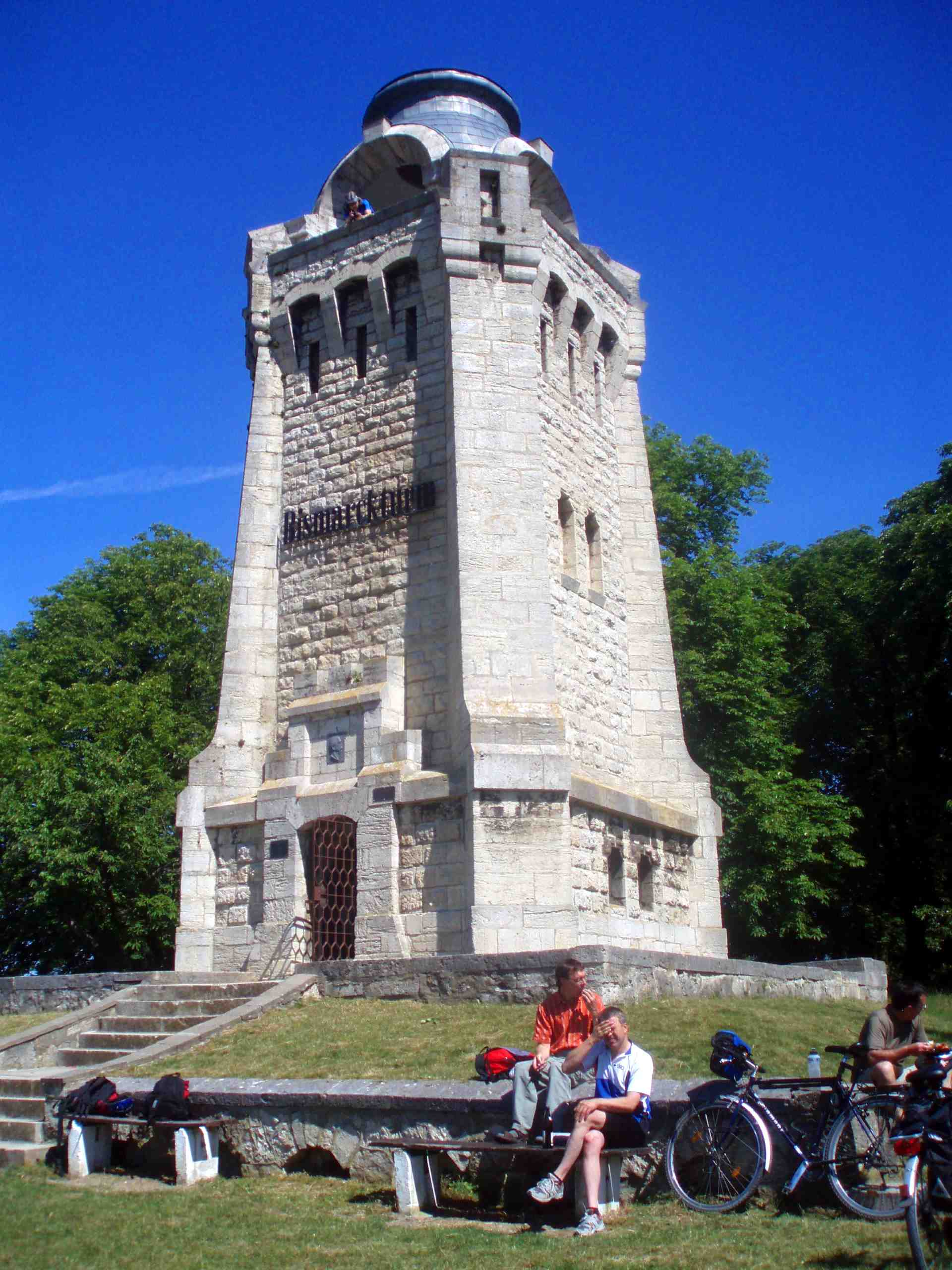
Bismarckturm bei Osterwieck

### Schriften
- Palast-Architektur von Ober-Italien und Toscana. Ernst Wasmuth, Berlin 1903.
- (als Herausgeber): Rheinische Holz- und Fachwerksbauten des XVI. und XVII. Jahrhunderts nach Originalzeichnungen von J. C. Raschdorf. Ernst Wasmuth, Berlin 1895.